# Cécilia Berder
Cécilia Maria Berder (* 13. Dezember 1989 in Morlaix) ist eine französische Säbelfechterin.

## Erfolge
Cécilia Berder, die im Alter von sieben Jahren mit dem Fechtsport begann, gab im Februar 2007 ihr internationales Debüt beim Weltcup in Orléans. Sie sicherte sich 2008 ihre erste Medaille mit dem Gewinn von Bronze in der Mannschaftskonkurrenz bei den Europameisterschaften in Kiew. Ein Jahr darauf folgte in dieser Disziplin ein zweiter Platz bei den Weltmeisterschaften in Antalya. 2010 wurde sie mit der Mannschaft bei den Weltmeisterschaften in Paris nochmals Dritte. 2014 gewann sie sowohl bei den Europameisterschaften in Straßburg als auch bei den Weltmeisterschaften in Kasan die Silbermedaille im Mannschaftswettbewerb. Diesen Erfolg wiederholte sie bei den Europameisterschaften 2015 in Montreux und 2016 in Toruń. Darüber hinaus gewann sie im Einzel der Weltmeisterschaften 2015 in Moskau auch Silber. Außerdem nahm sie 2016 in Rio de Janeiro erstmals an den Olympischen Spielen teil. Im Einzel erreichte sie nach zwei Auftaktsiegen das Viertelfinale, in dem sie der Russin Sofja Welikaja mit 10:15 unterlegen war. Mit der Mannschaft schied Berder bereits in der ersten Runde gegen die italienische Mannschaft aus und beendete nach zwei weiteren Niederlagen den Wettbewerb auf dem achten und letzten Platz.
2017 belegte Berder bei den Weltmeisterschaften in Leipzig ebenso den dritten Platz in der Mannschaftskonkurrenz wie bei den Europameisterschaften 2017 in Tiflis. Die Einzelkonkurrenz der Weltmeisterschaften 2017 beendete sie ebenfalls auf dem dritten Rang. Während sie die Europameisterschaften 2018 in Novi Sad mit der Mannschaft ein weiteres Mal auf Rang drei beendete, wurde sie in Wuxi zusammen mit Charlotte Lembach, Caroline Quéroli und Manon Brunet erstmals Weltmeisterin. In Novi Sad wurde sie außerdem im Einzel Vizeeuropameisterin. Im Jahr darauf verpassten die Französinnen mit Berder die Titelverteidigung in Budapest als Zweite knapp. Bei den Europameisterschaften 2019 in Düsseldorf wurden sie zum dritten Mal in Folge Dritte.
Bei den 2021 ausgetragenen Olympischen Spielen 2020 in Tokio war Berder für zwei Wettbewerbe qualifiziert. Im Einzelwettbewerb schied sie nach einer 11:15-Niederlage gegen die Südkoreanerin Choi Soo-yeon in der ersten Runde aus. In der Mannschaftskonkurrenz bildete Berder mit Sara Balzer, Charlotte Lembach und Manon Brunet ein Team. Mit 45:30 setzten sie sich in der Auftaktrunde gegen die US-amerikanische Équipe durch und im Halbfinale mit 45:39 gegen die italienische Mannschaft. Im Finale trafen die Französinnen auf die unter dem Namen „ROC“ antretende russische Mannschaft, der sie mit 41:45 unterlagen und letztlich als Zweite die Silbermedaille erhielten.
Berder hat einen Abschluss in Journalismus von der École supérieure de journalisme de Paris und arbeitet als Journalistin bei France Info. Nach ihrem Medaillengewinn bei den Olympischen Spielen 2020 erhielt sie das Ritterkreuz des Ordre national du Mérite.